# Limete
Limete est une commune de la ville de Kinshasa en république démocratique du Congo. Elle se situe dans la partie est de la ville, entre le Pool Malebo (dont elle occupe la façade sud-ouest) et le boulevard Lumumba.

## Administration
- [1]Nathalie Alamba Feza bourgmestre
- Isaac Mukendi Tshishimbi Bourgmestre adjoint[2]

| \| Les 4 districts et les 24 communes de Kinshasa \| \| v · d · m \| |                    |           |
| District de la Lukunga District de la Funa District du Mont-Amba District de la Tshangu Brazzaville Fleuve Congo Pool Malebo M’Bamou Baie de Ngaliema Gombe Barumbu Kin. Ling. K.-V. Ng.-Ng. Kal. Banda- lungwa Kintambo Ngaliema Selembao Bumbu Makala Ngaba Lemba Limete Matete Kisenso Masina Ndjili Kimbanseke Nsele Mont-Ngafula Nsele Maluku |                    |           |
| abréviations : Kinshasa (Kin.), Kasa-Vubu (K.-V.), Lingwala (Ling.), Ngiri-Ngiri (Ng.-Ng.) |                    |           |
| Les 4 districts et les 24 communes de Kinshasa | Blason de Kinshasa | v · d · m |

## Économie du Congo
C'est une commune accueillant de nombreuses industries et la majorité des installations portuaires de Kinshasa, ainsi que le principal dépôt de la MANUSCRISATIOM. Elle est traversée par la ligne de chemin de fer Matadi-Kinshasa.
La commune héberge également la Foire internationale de Kinshasa ou FIKIN, dont l'entrée principale se trouve face à Lemba.
C'est à partir du territoire de Limete qu'est en train de se développer le quartier de la Cité du fleuve Congo, gagné sur les eaux,,.
La commune est également traversée par la route des Poids-Lourds. Construite en 1954, cette route a été réalisée dans le cadre de la politique d'urbanisation mise en place par l'État colonial. La commune de Limete, ayant une vocation industrielle, nécessitait une infrastructure adaptée au passage des poids lourds, ce qui a conduit à la modernisation de cette voie de communication.

## Éducation
- Collège Saint-Raphaël
- Complexe scolaire cardinal Malula
- Complexe scolaire cardinal Mosengwo
- Institut Lumumba
- Saint Dominique
- Saint Étienne
- Sévigné
- Collège Masamba
- Institut Matondo
- c.s saint Bernard

## Quartiers
La commune de Limete a 14 quartiers qui sont :
- Mfumu mvula
- Kingabwa
- Mombele
- Mososo
- Quartier industriel
- Salongo
- Quartier résidentiel
- Masiala
- Mateba
- Mayulu
- Agricole
- Ndanu
- Mbamu
- Nzadi